# Bermuda az 1964. évi nyári olimpiai játékokon
Bermuda a japán Tokióban megrendezett 1964. évi nyári olimpiai játékok egyik részt vevő nemzete volt. Az országot az olimpián 1 sportágban 4 sportoló képviselte, akik érmet nem szereztek.

## Vitorlázás
Nyílt
| Versenyző                                | Versenyszám | Futam | Futam | Futam | Futam | Futam | Futam | Futam | Pontszám | Helyezés |
| Versenyző                                | Versenyszám | 1     | 2     | 3     | 4     | 5     | 6     | 7     | Pontszám | Helyezés |
| ---------------------------------------- | ----------- | ----- | ----- | ----- | ----- | ----- | ----- | ----- | -------- | -------- |
| Jay Hooper                               | Finn dingi  | (101) | 841   | 341   | 318   | 297   | 277   | 415   | 2489     | 20.      |
| Kirk Cooper Eugene Simmons Conrad Soares | Sárkányhajó | (184) | 560   | 764   | 685   | 1463  | 1162  | 421   | 5055     | 5.       |